# Día Internacional de Solidaridad con los miembros del personal detenidos o desaparecidos
El Día Internacional de Solidaridad con los miembros del personal detenidos o desaparecidos es una fecha que se celebra anualmente el 25 de marzo desde 1986, fue establecida por la  Organización de las Naciones Unidas (ONU).

## Proclamación
Desde su fundación en 1945, los ataques al personal de la ONU han aumentado con sus actividades. La concienciación sobre la seguridad llevó a acciones decisivas tras incidentes críticos en 1985. En los años 1990, ante ataques crecientes, se adoptó la Convención sobre la Seguridad del Personal de la ONU, destacando el papel del embajador de Nueva Zelanda, Colin Keating. El ataque a las oficinas de la ONU en Argel en 2007 reforzó este compromiso, creando un grupo para la seguridad del personal y las instalaciones.

## Celebración
El Día Internacional de Solidaridad con los Miembros del Personal Detenidos o Desaparecidos, el 25 de marzo, conmemora el secuestro de Alec Collett en 1985 y refuerza la conciencia sobre los riesgos enfrentados por el personal en zonas de conflicto, promoviendo una acción global para su protección. Este día se celebra desde 1986 y también sirve para recordar a aquellos miembros del personal que han sido detenidos, desaparecidos o que han perdido la vida en acto de servicio.